# Алеевский, Алексей Ильич
Алексе́й Ильи́ч Але́евский (5 [18] октября 1913 — 30 января 1945) — советский офицер, танкист-ас, участник Великой Отечественной войны, командир танковой роты 28-го отдельного танкового полка 16-й гвардейской механизированной бригады 6-го гвардейского механизированного корпуса 4-й танковой армии 1-го Украинского фронта, Герой Советского Союза (10.04.1945), лейтенант.

## Биография
Родился 5 (18) октября 1913 года в селе Мокрое в семье крестьянина. Русский. Жил в Москве. Окончил школу ФЗУ Метростроя. В 1935—1938 годах проходил срочную службу в Красной Армии. После демобилизации работал на заводе слесарем. Перед войной жил в городе Чердынь Пермской области.
В июле 1941 года был вновь призван в армию Чердынским райвоенкоматом. В действующей армии с января 1942 года. В декабре 1943 года окончил Горьковское танковое училище. Продолжал службу командиром танка 28-го отдельного танкового полка. За образцовое выполнение боевых заданий в период Львовско-Сандомирской операции в сентябре 1944 года он был награждён орденом Красного Знамени и вскоре назначен командиром танковой роты. Особо отличился в боях за освобождение Польши и при форсировании Одера.
26 января 1945 года танковая рота лейтенанта Алеевского первой вышла к Одеру и овладела опорным пунктом противника в районе населенного пункта Любхен (ныне Любув, Польша), уничтожив 4 орудия, 3 БТР, миномётную батарею и большое количество живой силы противника. В последующем танкисты преодолели реку и прикрывали переправу подразделений бригады. Погиб 30 января 1945 года при штурме опорного пункта противника Штейдельвиц (ныне Студзёнки, гмина Рудна Нижнесилезского воеводства Польши).
Указом Президиума Верховного Совета СССР от 10 апреля 1945 года за мужество и героизм, проявленные при форсировании Одера и удержании плацдарма на его западном берегу, лейтенанту Алеевскому Алексею Ильичу посмертно присвоено звание Героя Советского Союза.
Из наградного листа:

«…13.01.45 г. его рота штурмом овладела крупным опорным пунктом обороны противника Пешхница Кельцского воеводства, уничтожив при этом 5 танков, 8 бронетранспортеров, 18 автомашин, 7 орудий и до 70 солдат противника.
19.01.45 г. на юго-восточной окраине г. Лодзь рота гвардейцев Алеевского разгромила вражескую колонну, уничтожив в бою 18 бронетранспортеров, 38 автомашин, уничтожила до 200 солдат и офицеров и взяла в плен 31 гитлеровца.
26.01.45 г. первым вышел к р. Одер танк Алеевского, шедший в голове роты, и первым форсировал реку и овладел на левом берегу плацдармом — опорным пунктом обороны противника в районе д. Любхен. При подходе к реке танк Алеевского уничтожил 4 зенитных орудия, 3 бронетранспортера, минометную батарею и 68 солдат и офицеров противника.
Танковая рота, во главе которой шёл танк Алеевского, своим массированным огнём прикрыла переправу на левый берег всего полка. Потом рота овладела на левом берегу Одера д. Нистиц (Германия).
В бою было уничтожено 12 огневых точек и подавлен огонь 4 дзотов.
За одни сутки рота уничтожила 19 гитлеровских танков.
Лично Алеевский за период боев подбил и сжег 5 вражеских танков.»

## Награды
- Медаль «Золотая Звезда» Героя Советского Союза
- Орден Ленина
- Орден Красного Знамени

## Память
Похоронен в населенном пункте Брёдельвитц (Бродовице, 6 км западнее города Хобеня, Польша). По другим данным — на воинском кладбище в селе Болеславице под городом Болеславец (возможно, был позднее перезахоронен).